# Поничан, Ян
Ян Поничан (словац. Ján Poničan, псевдоним — Роб, Rob; 15 июня 1902[…], Очова, Зволен — 25 февраля 1978, Братислава) — словацкий поэт, прозаик, драматург, переводчик, публицист и юрист. Член Коммунистической партии Чехословакии с 1925 года. Народный художник Чехословакии (1971).

## Биография
Родился 15 июня 1902 года в Очова в Австро-Венгрии, в крестьянской семье. Родители — Ондрей Поничан (Ondrej Poničan; 1874—1908) и Мария (Mária, в девичестве — Голикова, Holíková; 1880—1913). После смерти родителей его отчимом стал Мартин Голик (Martin Holík). У Яна была сестра и двое сводных братьев. С 1917 года — приёмный сын в семье Павола Поничана (Pavol Poničan; 1875—1929) и Мальвины (Malvína, в девичестве — Lešková; 1880—1959).
В 1912—1918 гг. учился в венгерской классической гимназии в городе Банска-Бистрица, в 1918—1920 гг. — в венгерской реальной гимназии в городе Лученец. В 1920—1922 гг. учился в Чешской высшей технической школе в Праге, где изучал электротехнику. В 1922—1927 гг. учился на юридическом факультете Карлов университета в Праге.
В 1925 году вступил в Коммунистическую партию Чехословакии.
Работал стажёром (помощником) юриста в Братиславе в 1926—1927 гг., в 1927—1928 гг. — в городе Зволен, в 1928—1933 гг. — в Братиславе. В 1933—1947 гг. — адвокат, владелец юридической фирмы. В 1948—1949 гг. — государственный нотариус, в 1949—1951 гг. — нотариус.
После создания в марте 1939 года формально независимой Словацкой республики, в 1940 году он был арестован и заключён вместе с Даниэлем Окали, Густавом Гусаком и Лацо Новомеским в тюрьму в Илаве.
С 1958 года возглавлял венгерскую редакцию Издательства словенской художественной литературы («СВКЛ», Slovenské vydavateľstvo krásnej literatúry, SVKL), позже — директор «СВКЛ». В 1964 году вышел на пенсию.

## Творчество
Печатался с 1920 года. Являлся членом и библиотекарем словацкого пражского студенческого объединения «Детван». Являлся членом группы левых интеллектуалов «Вольное содружество студентов-социалистов из Словакии», возникшей в 1922 году в Праге, соучредителем печатного органа этой группы — журнала «ДАВ», издававшегося в 1924—1937 гг. За представителями объединения прочно закрепилось наименование «дависты» (davisti, «давовцы»). Поничан пишет в воспоминаниях:
Мы собирались в Страковке, читали книгу Ленина «Государство и революция», спорили. Все — кроме Владо Клементиса — были членами «Детвана». А я — даже библиотекарем его.
Мы использовали «Детван» как трибуну, как мост к массам. С осени 1923 года стали устраивать там свои вечера. Программа их была не очень разнообразна. На одном из таких вечеров я читал доклад о пролетарской революции, Клементис — мои стихи «Лицо урода и пустой карман», и заключал снова я чтением отрывков из произведений Йозефа Томашика-Думина. Но по окончании программы поднялась буча. Её затеял детванец Юро Палкович. Он назвал пролетарскую поэзию, в том числе стихи Волькера, а также моё «Лицо урода» порнографией, всех нас — наймитами III Интернационала и трусами. Мы сразу поняли, что это выступление инспирировано д-ром Годжей, личным секретарём которого был Палкович.

От «Детвана» мы тут же потребовали сатисфакции. Вопрос поставили резко, можно сказать, по-большевистски: или Палкович, или мы. Но сатисфакции так и не получили — нам заткнули рты. Тогда мы заявили о своём выходе из «Детвана» и покинули зал с пением «Интернационала».
В 1923 году опубликовал сборник «Я есть, чувствую и вижу, люблю всё, лишь тьму ненавижу» (Som, myslím, cítim a vidím, milujem všetko, len temno nenávidím) — первый опыт словацкой пролетарской поэзии. В 1929 году опубликовал сборник «Демонтаж» (Demontáž), в 1932 году — «Вечерние огни» (Večerné svetlá).
В 1931 году совершил путешествие по СССР, в особенности по Сибири, вплоть до Хабаровска. Впечатления о Сибири отразил в цикле стихов в сборнике «Ангара» (1934).
В 1935 году вошёл в объединение чешских и словацких писателей, разделявших позиции социалистического реализма («Блок», 1935—1938). Его инициатором был Бедржих Вацлавек, а членами Петер Илемницкий и Франьо Краль.
Поничан выступает одним из основных докладчиков на Конгрессе словацких писателей, который в 1936 году в курортном местечке Тренчьянске-Теплице по инициативе «ДАВ» провёл Союз словацких писателей. Поничан участвует в Третьей конференции Международной ассоциации писателей в защиту культуры (Association internationale des écrivains pour la défense de la culture, AIEDC), проходившей в Париже летом 1938 года.
В 1937 году опубликовал сборник «Полюса» (Póly).
Автор героико-романтической поэмы «Странный Янко» (Divný Janko, 1941), посвящённой судьбе поэта Янко Краля, сборника «Сон на меже» (Sen na medzi, 1942), поэмы автобиографического характера «Иван Клас» (Ivan Klas, 1946), поэмы о Словацком национальном восстании «Восстание» (Povstanie, 1946), сборника стихов разных лет о Братиславе «Город» (Mesto, 1947), сборников «На пульсе времени» (Na tepne čias, 1949), «Поток не утихает» (Riava neutícha, 1958), «Я держусь за землю, земля держит меня» (Držím sa zeme, drží ma zem, 1967), «Глубины и дали» (Hĺbky a diaľky, 1973).
Поничану принадлежат социально-политические романы «Машины заработали» (Stroje sa pohli, 1935), «Паутина» (Pavučina, 1945), «Яношиковцы» (Jánošíkovci, 1973), «Надо жить» (Treba žiť, 1946), «Горный цветок» (Hôrny kvet, 1945). Автор сборников Sám (1945), Z čias - nečias (1949), Po horách - dolinách (1959), A svet sa hýbe (1960) и других.
Автор мемуаров «Бурная юность» (Búrlivá mladosť, 1975), «Завоеватель» (Dobyvateľ, 1979) и исторического романа «Разрушение замка» (Skaza hradu, 1979), опубликованного посмертно.
Со студенческих лет писал драмы «Два света» (Dva svety, 1924), «Бой» (Boj, 1935), «Восстание по приказу» (Vzbura na rozkaz, 1936), «Яношик» (Jánošík, 1941), посвящённая легендарному герою словацкого фольклора, «Чистая игра» (Čistá hra, 1949), «Штирия» (Štyria, 1958) и другие.
Писал радиопостановки «Яношик» (Jánošík, 1941), «Поэт и король» (Básnik a kráľ, 1943) и другие.
Переводил с русского языка стихи Владимира Маяковского, Сергея Есенина, Александра Блока, Демьяна Бедного, Бориса Пастернака и других русских поэтов, с болгарского — Христо Ботева, с немецкого — И. В. фон Гёте, с венгерского — Эндре Ади и Шандора Петёфи. Перевёл «Завещание» и поэму «Тарасова ночь» Тараса Шевченко. С 1940-х годов переводил произведения мировых драматургов (Мольера, Фридриха Шиллера, А. С. Пушкина и других) и оперные либретто (К. М. фон Вебера, П. И. Чайковского и других).
В 1949 году был председателем Союза словацких писателей. Был членом группы литераторов, подготовившей I съезд чехословацких писателей в марте 1949 года, на котором был создан Союз чехословацких писателей. Поничан занимал руководящие должности в словацкой секции Союза чехословацких писателей.
В мае 1971 года Коммунистическая партия Чехословакии отметила пятидесятилетие своего существования. В дни, предшествовавшие юбилейным торжествам, Ян Поничан был удостоен самого высокого республике звания Народного художника.
Умер 25 февраля 1978 года в Братиславе.

## Личная жизнь
Первая жена — актриса Бета Поничанова (в девичестве — Kindernayová; 1908—1987), игравшая в фильме «Колония Ланфиер» (1969). Пара развелась.
Вторая жена — Валерия (Valéria, в девичестве — Гаярская, Gajarská; род. 1915).